# Eagle Eye
Eagle Eye (bra: Controle Absoluto; prt: Olhos de Lince) é um filme americano de ação e suspense dirigido por D.J. Caruso, escrito por John Glenn, Travis Adam Wright, Hillary Seitz e Dan McDermott e estrelado por Shia LaBeouf e Michelle Monaghan. A trama segue dois estranhos que devem fugir juntos depois de receber um telefonema misterioso de uma mulher desconhecida que está usando tecnologia da informação e comunicação para rastreá-los.
O filme foi lançado nos cinemas tradicionais e IMAX em 26 de setembro de 2008 e arrecadou US$178 milhões em todo o mundo. O filme foi lançado tanto em película de 35mm quanto para cinemas IMAX. Estreou nos EUA e no Brasil no dia 26 de setembro de 2008 e, em Portugal, no dia 9 de outubro.

## Sinopse
Em janeiro de 2009, Jerry Shaw (Shia LaBeouf) é um estudante que largou os estudos da Universidade de Stanford que descobre que seu irmão gêmeo idêntico, Ethan, um oficial da Força Aérea dos EUA, faleceu. Após o funeral, Jerry fica surpreso ao encontrar US$750,000 (equivalente a cerca de US$873,000 em 2018) em sua conta bancária e seu apartamento cheio de itens ilícitos. Ele recebe um telefonema de uma mulher (Julianne Moore) que avisa que o FBI está prestes a prendê-lo e ele precisa fugir.
Jerry é pego pelo FBI e interrogado pelo agente supervisor Tom Morgan (Billy Bob Thornton). Enquanto Morgan conversa com a Agente Especial da OSI da Força Aérea Zoe Pérez (Rosario Dawson), a mulher no telefone organiza a fuga de Jerry e o direciona para Rachel Holloman (Michelle Monaghan), uma mãe solteira. A mulher ao telefone está coagindo Rachel ameaçando seu filho Sam (Cameron Boyce), que está a bordo do trem Capitol Limited a caminho do Kennedy Center em Washington, D.C. com sua banda da escola. A mulher no telefone ajuda os dois a evitar a aplicação da lei, controlando dispositivos em rede, incluindo semáforos, telefones celulares, guindastes automatizados e até linhas de energia.
Enquanto isso, o interlocutor redireciona um cristal de hexametileno explosivo para um cortador de pedras preciosas, que o corta e o prende em um colar. Outro homem (Anthony Azizi) rouba o trompete de Sam em Chicago e encaixa o gatilho sônico do cristal no tubo, antes de encaminhá-lo para Sam em Washington.
A agente Perez é convocada pelo secretário de Defesa George Callister (Michael Chiklis) para ser lido no trabalho de Ethan no Pentágono. Ethan monitorou o supercomputador ultrassecreto do Departamento de Defesa, o Analista de Integração de Inteligência de Reconhecimento Autônomo (ARIIA; /ɑːriːə/). Callister deixa Perez com o Major William Bowman (Anthony Mackie) e ARIIA para investigar a morte de Ethan Shaw. Simultaneamente, Rachel e Jerry descobrem que a mulher no telefone é realmente ARIIA e que as "ativou" de acordo com o autorização da Constituição para recrutar civis para a defesa nacional.
Perez e Bowman encontram evidências de que Ethan Shaw se escondeu na câmara de ARIIA e depois foi falar com Callister. Depois, ARIIA contrabandeia Jerry e Rachel para o seu teatro de observação sob o Pentágono. Ambos os grupos descobriram que, depois que a recomendação da ARIIA foi ignorada e uma operação mal feita no Baluchistão resultou na morte de cidadãos dos EUA, a ARIIA concluiu que "para evitar mais derramamento de sangue, o poder executivo deve ser removido". ARIIA está agindo em nome de "Nós, o Povo", e cita a Declaração de Independência ("sempre que qualquer forma de governo se torna destrutiva para esses fins, é direito do povo alterá-la ou aboli-la").
Atrasado, Jerry descobre que ele foi contornado por bloqueios biométricos colocados por seu irmão gêmeo que impedem a ARIIA de pôr em prática a Operação Guillotine, uma simulação militar de manter o governo após a perda de todos os sucessores presidenciais. Como o secretário Callister concordou com a recomendação de cancelamento da ARIIA em relação ao Baluchistão, ele será o sobrevivente designado e o novo presidente dos Estados Unidos depois que o hexametileno detonar no Estado da União (SOTU).
Um dos agentes de ARIIA (Nick Searcy) extrai Rachel do Pentágono e dá a ela um vestido e o colar explosivo para usar no SOTU. A banda escolar de Sam também foi redirecionada ao Capitólio dos Estados Unidos para tocar para o presidente, juntando o gatilho da trompete de Sam e do explosivo. Jerry é recapturado pelo agente Morgan, que se convence da inocência de Jerry. Em outros lugares, Morgan se sacrifica para parar um MQ-9 Reaper armado enviado por ARIIA, mas primeiro fornece a Jerry sua arma e identificação com a qual conseguir entrar no Capitólio. Chegando na Câmara, Jerry dispara a arma no ar para interromper o concerto antes de ser baleado e ferido pelo Serviço Secreto.
Algum tempo depois, em abril de 2009, a Callister relata que o ARIIA foi desativado e recomenda a não construção de outro; os gêmeos Shaw e os agentes Perez e Morgan recebem prêmios por suas ações; e Jerry participa da festa de aniversário de Sam, ganhando a gratidão e um beijo de Rachel.

## Elenco principal
- Shia LaBeouf como Jerry Damon Shaw/Ethan W. Shaw
- Michelle Monaghan como Rachel Holloman, uma mulher que está sendo coagida por ARIIA.
- Julianne Moore como voz do super computador ARIIA, também conhecida como "mulher desconhecida".
- Rosario Dawson como Zoe Perez, agente do Escritório de Investigações Especiais da Força Aérea (OSI).
- Michael Chiklis como George Callister, o secretário de Defesa.
- Anthony Mackie como Major William Bowman
- Ethan Embry como Toby Grant, um agente do FBI.
- Billy Bob Thornton como Thomas Morgan, um agente do FBI.
- Anthony Azizi como Ranim Khalid
- Cameron Boyce como Sam Holloman

## Produção

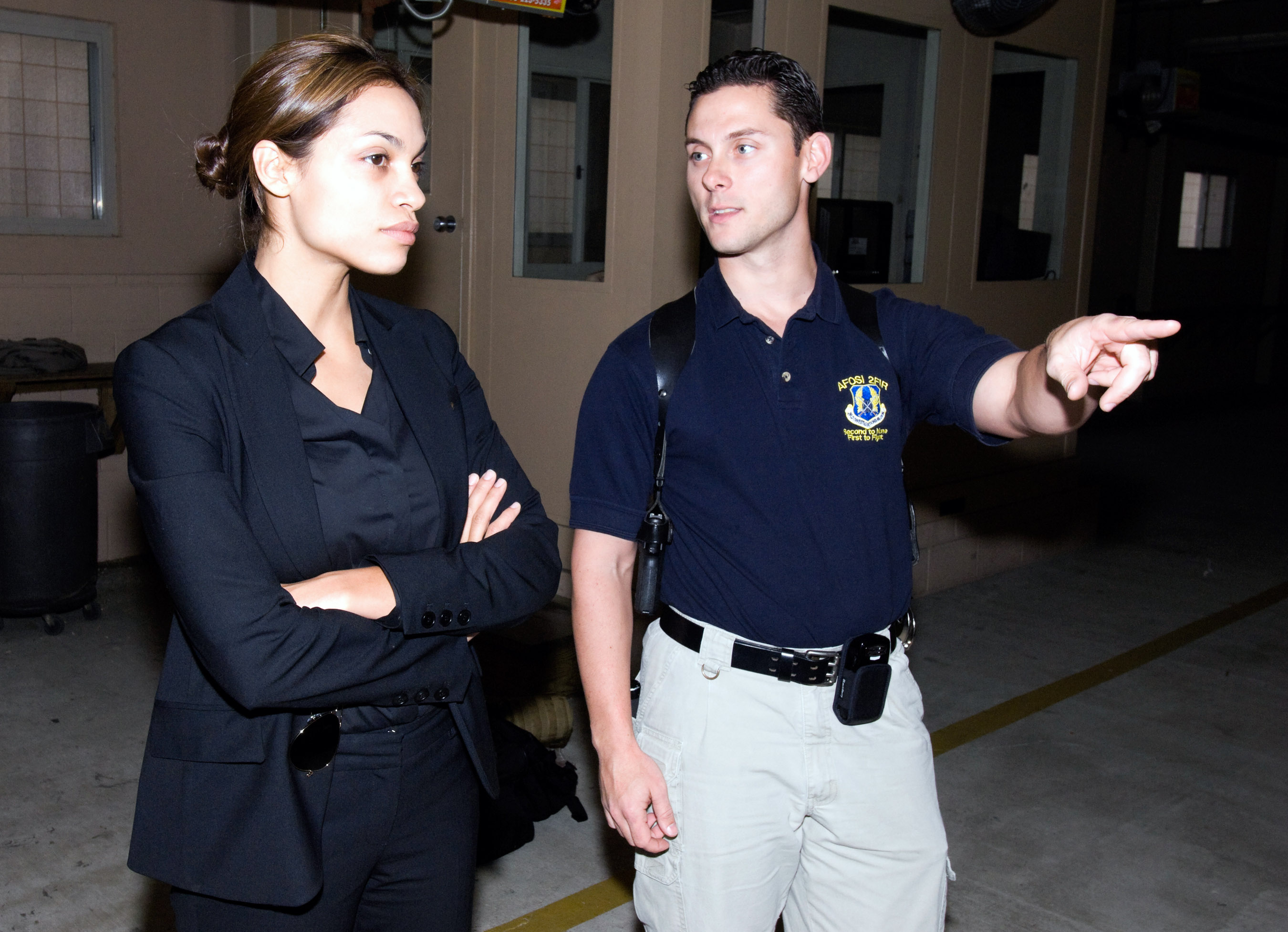
Rosario Dawson recebendo um briefing de segurança do agente especial Patrick McGee enquanto pesquisava seu papel como agente da AFOSI

O roteirista Dan McDermott escreveu o roteiro original de Eagle Eye com base em uma ideia de Steven Spielberg, inspirada no conto de Isaac Asimov, "Todos os Problemas do Mundo" do livro Nine Tomorrows. O estúdio DreamWorks comprou o roteiro de McDermott e montou o projeto para ser potencialmente dirigido por Spielberg. Quando o diretor ficou ocupado com Indiana Jones and the Kingdom of the Crystal Skull, desistiu do projeto. O diretor D.J. Caruso, que dirigiu a série de TV High Incident de 1996 sob a produção executiva de Spielberg, substituiu o diretor na direção de Eagle Eye, com Spielberg permanecendo como produtor executivo. Em junho de 2007, o ator LaBeouf, que esteve envolvido no filme de Spielberg e Caruso em 2007, Disturbia e Indiana Jones and the Kingdom of the Crystal Skull, juntou-se novamente ao diretor e produtor executivo para estrelar o papel principal em Eagle Eye. O roteiro de McDermott foi reescrito pelos roteiristas John Glenn, Travis Wright e Hillary Seitz, em preparação para a produção. As filmagens começaram em 6 de novembro de 2007 e terminaram em fevereiro de 2008. Os efeitos visuais do filme foram criados pela Sony Pictures Imageworks.
Caruso disse que, quando o filme se realizou 12 anos depois, "a tecnologia finalmente alcançou a narrativa... Todo mundo tem um BlackBerry no cinto e achamos que estamos sendo constantemente rastreados. É menos ficção científica do que quando Steven Spielberg o concebeu". Caruso queria trazer uma sensibilidade da era dos anos 1970 para o filme. Consequentemente, uma cena principal de perseguição em um hub de processamento de pacotes de alta tecnologia em correias transportadoras foi filmada sem o uso de imagens geradas por computador Enquanto filmava a cena, Monaghan sofreu um golpe depois que um cabo roçou seu pescoço e Caruso bateu a cabeça em um raio saliente, exigindo pontos.

## Música
A música para Eagle Eye foi escrita pelo compositor Brian Tyler, que gravou a trilha sonora com um conjunto de 88 peças da Hollywood Studio Symphony no Sony Scoring Stage. A sessão foi interrompida pelo terremoto de Chino Hills em 29 de julho de 2008 - e uma gravação do terremoto que atingiu o palco da gravação está online.
Para entrar a sequência do funeral, Shia precisou usar a versão de Judy Garland da canção "Over The Rainbow", que, de acordo com o ator, o deixava emocionado. Quando Rachel está no bar com seus amigos, é possível escutar no fundo a canção "Sometime Around Midnight", do grupo The Airbone Toxic Event. O clipe musical foi dirigido por D.J. Caruso, diretor do filme, que aproveitou a oportunidade para unir seus dois projetos.

## Promoção
O site oficial apresenta um tipo de sistema de jogo de realidade alternativa para promover o filme. A voz visualizada atrás do telefone em vários trailers entra em contato com o reprodutor, colocando-o em experiências únicas. Isso foi chamado de "Eagle Eye Freefall Experience". Enquanto as listagens oficiais do elenco não listam o nome da atriz por trás da voz misteriosa apresentada no filme e nos trailers, Rosario Dawson confirmou na estreia de Hollywood que pertence a Julianne Moore.

## Recepção

### Bilheteria
Em seu fim de semana de estreia, Eagle Eye faturou US$29,100,000 (equivalente a US$33,860,000 em 2018) em 3,510 cinemas nos Estados Unidos e no Canadá, alcançando a primeira posição nas bilheterias. O filme faturou US$101,4 milhões nos Estados Unidos e Canadá e US$76,6 milhões em outros territórios, num total mundial de US$178 milhões em todo o mundo, em seu orçamento de produção de US$80 milhões.

### Crítica e público
O público consultado pelo CinemaScore deu ao filme uma nota média de "B+" na escala A+ a F.
No site agregador de críticas Rotten Tomatoes, 27% das 180 resenhas dos críticos são positivas, com uma classificação média de 4,7/10. O consenso diz que "é um suspense absurdamente plotado que toma emprestado muito de outros filmes superiores". O Metacritic, que usa uma média ponderada, atribuiu ao filme uma pontuação de 43 em 100, baseado em 30 críticos, indicando críticas "mistas ou médias".
Roger Ebert, do Chicago Sun-Times, deu a Eagle Eye uma pontuação de duas estrelas em quatro, dizendo: "A palavra 'absurdo' é moderada demais para descrever Eagle Eye. Este filme não contém um momento plausível após a sequência de abertura, e isso é limítrofe. Não é um ataque à inteligência. É um ataque à consciência".
Eagle Eye foi nomeado para o Prêmio Saturno de 2009 de "Melhor Filme de Ficção Científica" e foi indicado pelo Visual Effects Society Awards na categoria de Efeitos Visuais de Suporte em Destaque em um longa-metragem. Shia LaBeouf foi indicado ao Prémio MTV Movie de melhor ator e E! People's Choice Awards de melhor ator em ação e aventura

## Jogo para celular
Um jogo para celular baseado no filme foi desenvolvido e publicado pela Magmic Games. Foi lançado para dispositivos BlackBerry, Windows Mobile, BREW e Java ME antes do lançamento do filme no início de setembro. Existem também dois jogos no site do filme.